# Кампу-ду-Мею
Кампу-ду-Мею (порт. Campo do Meio) — муниципалитет в Бразилии, входит в штат Минас-Жерайс. Составная часть мезорегиона Юг и юго-запад штата Минас-Жерайс. Входит в экономико-статистический  микрорегион Варжинья. Население составляет 11 476 человек на 2007 год. Занимает площадь 273,830 км². Плотность населения — 43,3 чел./км².
Праздник города — 27 декабря.

## История
Город основан 1 января 1948 года. 

## Статистика
- Валовой внутренний продукт на 2003 год составляет 34 036 958,00 реалов (данные: Бразильский институт географии и статистики).
- Валовой внутренний продукт на душу населения на 2003 год составляет 2919,87 реалов (данные: Бразильский институт географии и статистики).
- Индекс развития человеческого потенциала на 2000 год составляет 0,749 (данные: Программа развития ООН).

## География
Климат местности: горный тропический.